# WB Veranclassic Aqua Protect/Saison 2017
Dieser Artikel listet Erfolge und Fahrer des Radsportteams WB Veranclassic Aqua Protect in der Saison 2017 auf.

## Erfolge in der UCI Europe Tour
| Datum       | Rennen                               | Kat. | Fahrer             |
| ----------- | ------------------------------------ | ---- | ------------------ |
| 21. Februar | 1. Etappe Tour La Provence           | 2.1  | Justin Jules       |
| 26. Februar | La Drôme Classic                     | 1.1  | Sebastien Delfosse |
| 23. März    | 4. Etappe Tour de Normandie          | 2.2  | Justin Jules       |
| 4. April    | 1. Etappe Circuit Cycliste Sarthe    | 2.1  | Justin Jules       |
| 9. April    | 3. Etappe Circuit des Ardennes       | 2.2  | Maxime Vantomme    |
| 23. Juli    | Grand Prix de la ville de Pérenchies | 1.2  | Roy Jans           |

## Abgänge – Zugänge
| Zugänge           | Team 2016                            | Abgänge             | Team 2017                |
| ----------------- | ------------------------------------ | ------------------- | ------------------------ |
| Roy Jans          | Wanty-Groupe Gobert                  | Olivier Chevalier   | Unbekannt                |
| Justin Jules      | Veranclassic-AGO                     | Florent Delfosse    | Unbekannt                |
| Alex Kirsch       | Team Stölting                        | Jonathan Dufrasne   | Unbekannt                |
| Christophe Masson | Veranclassic-AGO                     | Baptiste Planckaert | Team Katusha Alpecin     |
| Lawrence Naesen   | Cibel-Cebon                          | Gaëtan Pons         | Leopard Development Team |
| Dimitri Peyskens  | Veranclassic-AGO                     |                     |                          |
| Ludovic Robeet    | Differdange-Losch                    |                     |                          |
| Lukas Spengler    | BMC Development                      |                     |                          |
| Maxime Vantomme   | Roubaix Métropole européene de Lille |                     |                          |

## Mannschaft
| Teamkader 2017                                             | Teamkader 2017     | Teamkader 2017 | Teamkader 2017                               |
| Name                                                       | Geburtsdatum       | Land           | Vorheriges Team                              |
| ---------------------------------------------------------- | ------------------ | -------------- | -------------------------------------------- |
| Ludwig De Winter                                           | 31. Dezember 1992  | Belgien        | Color Code-Biowanze (2014)                   |
| Sébastien Delfosse                                         | 29. November 1982  | Belgien        | Crelan-Euphony (2013)                        |
| Tom Dernies                                                | 22. November 1990  | Belgien        | Lotto-Bodysol Pôle Continental Wallon (2011) |
| Thomas Deruette                                            | 6. Juli 1995       | Belgien        | Differdange-Losch (2015)                     |
| Jimmy Duquennoy                                            | 9. Juni 1995       | Belgien        | Color Code-Aquality Protect (2015)           |
| Grégory Habeaux                                            | 20. Oktober 1982   | Belgien        | Wanty-Groupe Gobert (2014)                   |
| Kevyn Ista                                                 | 22. November 1984  | Belgien        | IAM Cycling (2014)                           |
| Roy Jans                                                   | 15. September 1990 | Belgien        | Wanty-Groupe Gobert (2016)                   |
| Justin Jules                                               | 20. September 1986 | Frankreich     | Veranclassic-Ago (2016)                      |
| Alex Kirsch                                                | 12. Juni 1992      | Luxemburg      | Stölting Service Group (2016)                |
| Christophe Masson                                          | 6. September 1985  | Frankreich     | Veranclassic-Ago (2016)                      |
| Lawrence Naesen                                            | 28. August 1992    | Belgien        | Cibel-Cebon (2016)                           |
| Olivier Pardini                                            | 30. Juli 1985      | Belgien        | Verandas Willems (2015)                      |
| Dimitri Peyskens                                           | 26. November 1991  | Belgien        | Veranclassic-Ago (2016)                      |
| Ludovic Robeet                                             | 22. Mai 1994       | Belgien        | Color Code-Arden'Beef (2016)                 |
| Lukas Spengler                                             | 16. September 1994 | Schweiz        | BMC Development (2016)                       |
| Julien Stassen                                             | 20. Oktober 1988   | Belgien        | Idemasport-Biowanze (2012)                   |
| Maxime Vantomme                                            | 8. März 1986       | Belgien        | Roubaix Métropole européenne de Lille (2016) |
| Antoine Warnier                                            | 24. Juni 1993      | Belgien        | Color Code-Biowanze (2014)                   |
| Julien Mortier (1. Aug.–31. Dez., Stagiaire)               | 20. Juli 1997      | Belgien        | AGO-Aqua Service (2017)                      |
| Lionel Taminiaux (1. Aug.–31. Dez., Stagiaire)             | 21. Mai 1996       | Belgien        | AGO-Aqua Service (2017)                      |
|                                                            |                    |                |                                              |
| Quellen: ProCyclingStats Cycling Quotient Cycling Archives |                    |                |                                              |